# Badzaryn Chatanbaatar
Badzaryn Chatanbaatar, mong. Базарын Хатанбаатар (ur. 25 lutego 1973) – mongolski szachista, arcymistrz od 1999 roku.

## Kariera szachowa
Od pierwszych lat 90. XX wieku należy do ścisłej czołówki mongolskich szachistów. W latach 1991–2008 zdobył trzynaście medali indywidualnych mistrzostw kraju: 8 złotych (1991, 1994, 1998, 2000, 2001, 2003, 2004, 2005), 4 srebrne (1995, 1996, 2002, 2008) i brązowy (1997). Pomiędzy 1992 a 2008 ośmiokrotnie (w tym 3 razy na I szachownicy) reprezentował narodowe barwy na szachowych olimpiadach, dwukrotnie zdobywając brązowe medale za wyniki indywidualne, w Manili (1992 – na VI szachownicy) oraz Calvii (2004 – na II szachownicy). Dwukrotnie (1995, 1999) startował również w drużynowych mistrzostwach Azji, w 1995 zdobywając w Singapurze złoty medal za indywidualny wynik na II szachownicy. W 2001 (w Manili) i 2005 (w Kuala Lumpur) startował w turniejach strefowych (eliminacjach mistrzostw świata).
Najwyższy ranking w karierze osiągnął 1 lipca 2000, z wynikiem 2507 punktów zajmował wówczas 1. miejsce wśród mongolskich szachistów.